# پیتر پل هالاجیان
پیتر پل هالاجیان ( انگلیسی: Peter Paul Halajian; ۱۸۶۴ – ۱۹۲۷) کارآفرین ارمنی‌تبار اهل ایالات متحده آمریکا که تولیدکننده آبنبات در اوایل سده ۲۰ میلادی در محدوده نیوهیون، کنتیکت بود.

## زندگی‌نامه
وی در ۱۸۶۴ در ارمنستان به دنیا آمد . هالاجیان در سال ۱۸۹۰ به ایالات متحده آمریکا مهاجرت نمود. وی در ۱۹۲۷ در سن ۶۳ سالگی در Naugatuck, Connecticut درگذشت